# خاقانية الترك الغربية
الخاقانية التركية الغربية، أو خاقانية أونوق، هي خاقانات تركية في أوراسيا، تأسست نتيجة الحروب التي اندلعت في أوائل القرن السابع ميلادي (بين عامي 593–603 ميلادي) عقب انقسام الخاقانية التركية الأولى (خاقانية غوك تورك، والتي تأسست في القرن السادس على يد عشيرة أشينا في منغوليا) إلى خاقانيتين غربية وشرقية.
دُعي الاتحاد بأكمله أونوق، والتي تعني «السهام العشر». وفقًا لأحد المصادر الصينية، نظّم الأتراك الغربيون أنفسهم وفق 10 فصائل.
كانت عاصمتا الخاقانية نافِكات (العاصمة الصيفية) وسوآب (العاصمة الرئيسة)، وتقع كلا العاصمتين ضمن وادي نهر تشوي في قيرغيزستان، شرق العاصمة بيشكك حاليًا، كانت العاصمة الصيفية لـ تونغ يبغو قرب طشقند، وكانت سوآب عاصمته الشتوية.
خضعت الخاقانية التركية الغربية لسلالة تانغ عام 657، وخلفها لاحقًا شعب الخزر.

## تاريخ
أنشأ الخاقان بومين أول خاقانية تركية عام 552 في منغوليا، وتوسعت على الفور غربًا نحو بحر قزوين. خلال 35 عامًا، كانت الخاقانيتان التركيتان الغربية والشرقية دولتين مستقلتين. وصلت الخاقانية الغربية إلى ذروة ازدهارها تحت حكم تونغ يابغو (بين عامي 618 و630). عقب اغتيال تونغ، برزت الخلافات بين فصيلين هما دولو ونوشيبي، ما أدى إلى خسارة الكثير من الخاقانيات وبعض الأراضي خلال زمن قصير. منذ عام 642، بدأت سلالة تانغ الصينية التدخل، تزامنًا مع توسعها. دمّرت سلالة تانغ الخاقانية بأكملها بين عامي 657 و659.

### التوسع الغربي بين عامي 552 و575
كان الغوك تورك والمغول الشعبين الوحيدين اللذين أسسا إمبراطوريتين حكمتا السهوب الشرقية والوسطى في الوقت ذاته. أسس الغوك تورك أول إمبراطورية تملك صلات مع الحضارات المتحضرة الثلاث العظمى، وهي بيزنطة وبلاد فارس والصين. لا يوجد توثيق دقيق لتوسع الإمبراطورية غربًا من منغوليا. يقول غوميلوف التالي: منح بومين الغرب لشقيقه الصغير إستامي (553–575). 1. على الأرجح أن الحملة بدأت في ربيع عام 554، ويبدو أنها لاقت مقاومة ضعيفة. استولى الترك على سيميريتشي، وبحلول عام 555، وصلوا إلى بحر آرال، انطلاقًا من نهر جيحون الأدنى وعبر نهر سيحون، شمال طشقند ونحو القمة الغربية لجبال تيان شان. طرد الترك شعوبًا مختلفة من المنطقة، مثل الخيونان والهياطلة والأوغور وغيرهم. يُعتقد أن تلك الشعوب اندمجت مع بعضها لتشكّل قوم آفار أوراسيا الذي طردهم الغوك تورك على طول نهر الفولغا عام 558 (يُعتقد أن هذه الشعوب عبرت السهوب الغربية ووصلت المجر بحلول عام 567). 2. اتجه الترك بعدها نحو الجنوب الشرقي. في تلك الفترة، استولى الهياطلة على حوض تَريم (أو ربما خسروا المنطقة لصالح الترك؟) وفرغانة وبلاد الصغد وباختر ومرو الكبرى، بينما احتفظ الفرس تقريبًا بأراضٍ مشابهة لحدود إيران حاليًا.
أبرم كسرى الأول (أو كسرى أنوشيروان) سلامًا مع البيزنطيين، وصبّ اهتمامه على الهياطلة. اندلع القتال في العام 560 بعدما قتل الهياطلة سفيرًا تركيًا للشاه. فاز الفرس وحققوا النصر عام 562، واستولى الترك على طشقند. في عام 565، هُزم الهياطلة في قرشي وانسحبوا نحو باختر، وبقي من شعبهم أجزاء متفرقة حتى جاء العرب واحتلوا المنطقة. طالب الترك الهياطلة بدفع إتاوة رسمية، وعندما رُفض هذا الأمر، عبروا نهر جيحون، لكنهم أعادوا التفكير بتلك الخطوة فقرروا الانسحاب. في عام 571، رُسمت الحدود على طول نهر جيحون، بينما توسع الفرس شرقًا نحو أفغانستان، وكسب الأتراك مدنًا تجارية في بلاد الصغد وهيمنوا على طريق الحرير. 3. في الفترة الواقعة بين عامي 567 و576 (تختلف المصادر)، استولى الأتراك على المنطقة الواقعة بين بحر قزوين والبحر الأسود. 4. في عام 568، استولى الاتراك على جزء من باختر.